# Snakes and Ladders (Gerry Rafferty)
Snakes and Ladders è il quarto album in studio del cantautore britannico Gerry Rafferty, pubblicato nel 1980 dall'etichetta discografica United Artists.
L'album è prodotto da Hugh Murphy e lo stesso interprete, che è autore completo dei brani.
Dal disco vengono tratti i singoli Bring It All Home e The Royal Mile.

## Tracce
Lato A
1. The Royal Mile
2. I Was a Boy Scout
3. Welcome to Hollywood
4. Wastin' Away
5. Look at the Moon
6. Bring It All Home

Lato B
1. The Garden of England
2. Johnny's Song
3. Didn't I
4. Syncopatin Sandy
5. Cafe Le Cabotin
6. Don't Close the Door